# Battaglia di Dossenbach
La battaglia di Dossenbach (detta anche battaglia di Niederdossenbach) fu uno scontro militare avvenuto il 27 aprile 1848 nei pressi della città di Dossenbach, in Germania. La legione dei rivoluzionari tedeschi guidata da Georg Herwegh si scontrò con una compagnia di fanteria del Württemberg guidati dal capitano Friedrich von Lipp, mentre si stava ritirando in Svizzera. I fanti, seppur in inferiorità numerica, resistettero all'attacco delle truppe irregolari. Quando arrivarono ulteriori rinforzi dal Württemberg, i rivoluzionari si ritirarono e fuggirono verso la Svizzera. Dopo che altri plotoni di volontari erano già stati sconfitti nelle battaglie sullo Scheideck vicino a Kandern e vicino a Günterstal, la battaglia di Dossenbach segnò la fine dei disordini armati di aprile nel Baden.

## Antefatto

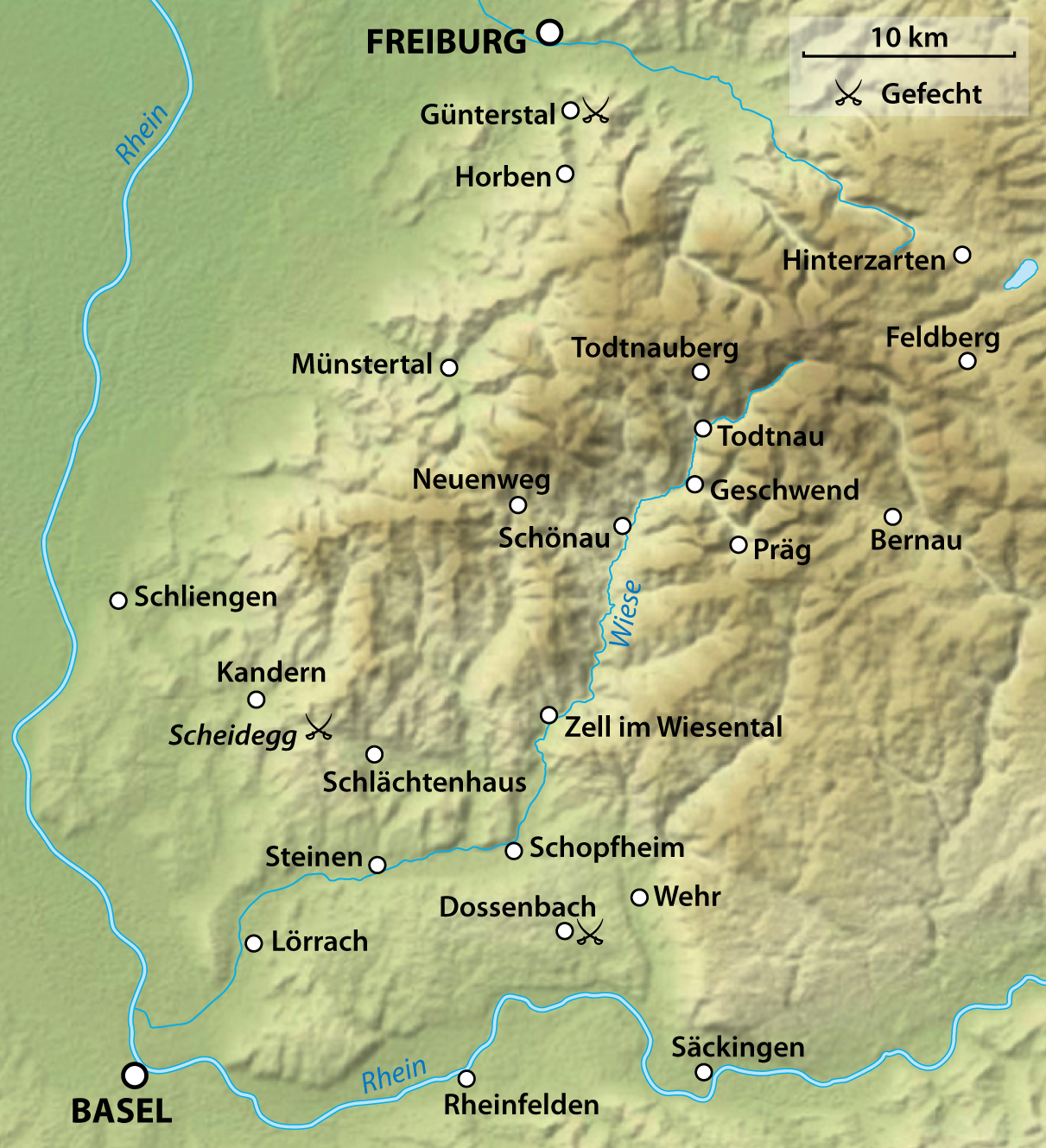
L'area interessata dagli scontri nel Baden

Nel corso dei disordini rivoluzionari del 1848 in Francia ed in Germania, si costituì a Parigi la "Società Democratica Tedesca" sotto la presidenza del poeta e capo rivoluzionario Georg Herwegh. Da questo movimento si sviluppò la "Legione democratica tedesca", una prima organizzazione militare. Nell'aprile del 1848, sotto la guida di Herwegh e di Karl Börnstein, a fronte dello scoppio di rivolte nel Granducato di Baden, i rivoluzionari mossero da Parigi verso il confine col Baden per sostenere la rivolta armata scoppiata localmente. Mentre la legione era ancora in marcia da Parigi al Reno, il governo del Baden chiamò in azione le truppe dell'VIII corpo d'armata per la repressione della rivolta in atto. Assieme a queste truppe, giunsero sul posto anche 5 000 soldati del regno del Württemberg sotto la guida del tenente generale Moriz von Miller.
A metà aprile la legione tedesca raggiunse il Reno; nel frattempo a Baden era scoppiata la rivolta di Hecker. Come corriere della legione, la moglie di Georg Herwegh, Emma, incontrò Friedrich Hecker presso la città di Engen il 15 aprile. Questo rifiutò di unire le proprie forze a quelle della legione: da un lato la legione si era presentata in Germania come una disordinata orda di predoni senza ideali e questo minacciava di minare la dignità dei suoi irregolari; sull'altro fronte, il suo obiettivo era quello di guidare la rivoluzione dall'interno della Germania senza appoggi esterni, così che agli occhi di tutti risultasse chiaro che era stato il popolo tedesco a volerla. Il 19 aprile vi fu un secondo incontro con Hecker, ma questi per la seconda volta rifiutò di sostenere la legione nell'area del Reno. Intanto gli uomini della legione tedesca arrivarono a Strasburgo, nell'Alta Alsazia, e quindi attraversarono il Reno come previsto a Kleinkems nella notte tra il 23 e il 24 aprile. Da lì, gli irregolari marciarono verso Kandern, dove appresero però che i rivoluzionari di Hecker erano stati decisamente sconfitti pochi giorni prima nello scontro sul passo di Scheideck. Invece di unirsi a Hecker, la legione puntò quindi ad unirsi alla compagnia di rivoluzionari guidata da Franz Sigel che in quel medesimo periodo si trovava nell'Alta Wiesental, vicino a Todtnau. La legione marciò quindi a nord-est da Kandern e raggiunse Wieden il 25 aprile. Lì, tuttavia, Herwegh ed i suoi irregolari vennero a sapere che Sigel si stava già ritirando di fronte alle preponderanti forze nemiche. Sigel marciò con la sua colonna verso Friburgo in Brisgovia che venne occupata dagli insorti ed era  assediata dalle truppe governative, ma venne sconfitto nella battaglia presso Günterstal il 23 aprile; dopo un'altra sconfitta subita nell'attacco a Friburgo il giorno successivo, anche la sua compagnia si sciolse.
A causa dei disordini scoppiati attorno alla città di Friburgo, anche i soldati del Württemberg vennero dirottati in tale direzione. Dopo la ritirata di Sigel, Miller divise le sue forze: una parte sotto la guida del generale von Baumbach venne inviata a Waldshut ed a Säckingen per proteggere il confine dell'Alto Reno, mentre lo stesso Miller con il resto della formazione passò da St. Blasien e da Bernau giungendo nell'Obere Wiesental nei pressi di Schönau. Un'avanguardia venne inviata presso Schopfheim, che giunse a destinazione il 26 aprile. Nel frattempo, nella Wiesental era giunta anche la legione tedesca: dopo la notizia della sconfitta di Sigel, questa preferì ripiegare verso sud. Attraversando il passo di Belchen, che era innevato fino alle ginocchia dei soldati, raggiunse infine Zell im Wiesental il 26 aprile.
La situazione per la legione qui era molto tesa: le truppe del Württemberg si trovavano a distanza di pochi chilometri a nord-est, a Schönau, come pure a pochi chilometri a sud-ovest, presso Schopfheim. Nel frattempo, anche la colonna del generale von Baumbach aveva raggiunto Bad Säckingen.
A Zell la legione tenne un consiglio di guerra; furono erette delle barricate, ma alla fine si decise che le truppe, ormai stremate, si sarebbero riposate per un giorno e poi avrebbero proseguito la marcia di fuga verso la Svizzera. L'obiettivo era evitare Schopfheim che era occupata dai soldati del Württemberg, e marciare attraverso le montagne di Dinkelberg fino a Dossenbach e da lì portarsi quindi a Rheinfelden nella Confederazione Elvetica.

## Le forze coinvolte
Le truppe del Württemberg erano composte dalla 6ª compagnia del 6º reggimento di fanteria e da un plotone del 1º reggimento di fanteria. La 6ª compagnia era guidata dal capitano Friedrich von Lipp ed era composta da 137 uomini al momento della battaglia; il gruppo dei soldati del 1º reggimento di fanteria era guidato dal tenente Carl ed era composto da 70 uomini (che però non presero parte agli scontri). La Legione Democratica Tedesca aveva una leadership sia politica che militare. Il presidente politico era Georg Herwegh, Adelbert von Bornstedt ne era il vicepresidente, mentre il comando militare era assegnato a Karl Börnstein. La legione era organizzata come un reggimento su quattro battaglioni. La maggior parte degli ufficiali aveva già prestato servizio nell'esercito prussiano, austriaco o francese. Gli uomini della legione si attestavano attorno ai 600.

## La battaglia

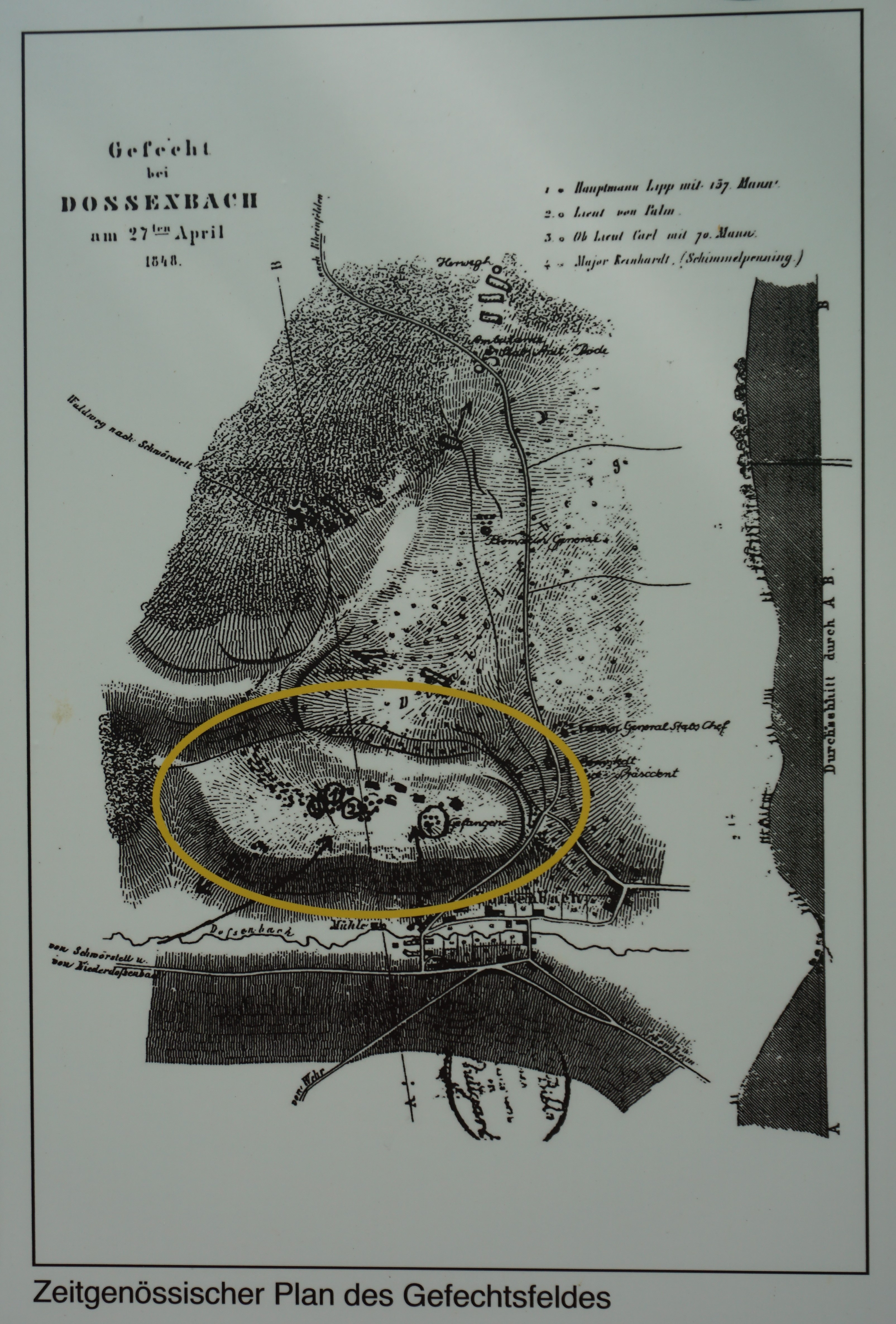
Schizzo della battaglia. L'orientamento è verso sud-ovest

A mezzanotte la Legione riprese la propria marcia da Zell, ma procedeva lentamente. Il tempo di percorrenza tra Zell e Dossenbach era di norma tre ore, ma la legione raggiunse la propria meta solo alle 8:30 del mattino successivo. Il capitano degli uomini del Württemberg, Friedrich von Lipp, commentò il fatto dicendo che la legione aveva ormai perso la propria disciplina di marcia e sovente gli uomini si fermavano autonomamente nelle città attraversate per chiedere ristoro.
Nel frattempo, le truppe del Württemberg a Schopfheim ed a Schönau vennero a conoscenza della presenza dei rivoltosi a Zell. Una compagnia del 6º reggimento di fanteria al comando del capitano von Lipp venne inviata a sud di Schopfheim la mattina del 27 aprile, marciando attraverso Dossenbach per giungere a Schwörstadt e stabilire così un contatto con la colonna del generale von Baumbach che proveniva da Säckingen nell'Alto Reno. La compagnia partì alle 5:30 e raggiunse Schwörstadt dopo circa due ore di marcia, superando Dossenbach prima degli insorti. Alle 8:30, mezza compagnia del 1º reggimento di fanteria giunse a Schwörstadt e si unì alla colonna di von Baumbach, dopodiché alla compagnia di von Lipp venne ordinato di tornare a Schopfheim attraverso il passo di Dinkelberg. Le truppe ribelli e federali si trovarono così a marciare quasi l'una verso l'altra.
Mentre la fanteria del Württemberg stava marciando venne avvertita da un contadino locale del fatto che gli irregolari erano passati di recente su quel terreno. Fu inviata una pattuglia che incontrò la retroguardia della legione e fece alcuni prigionieri, ma venne attaccata a sua volta e, essendo distante dalla compagnia vera e propria, dovette ritirarsi in un primo momento. Vi furono i primi scontri a fuoco e i primi feriti tra i rivoltosi. La pattuglia fu però rafforzata; mezza compagnia di soldati del Württemberg si posizionò in un campo, dietro alcune pietre. La legione avanzò, ma subì perdite sotto il fuoco dei moschetti dei soldati del Württemberg e dovette nuovamente ritirarsi. Gli irregolari feriti vennero portati in una vicina foresta. Alcuni fucilieri si ripararono dietro gli alberi e continuarono lo scontro a fuoco con i soldati dell'esercito regolare che nel frattempo aveva portato sul posto l'intera compagnia.

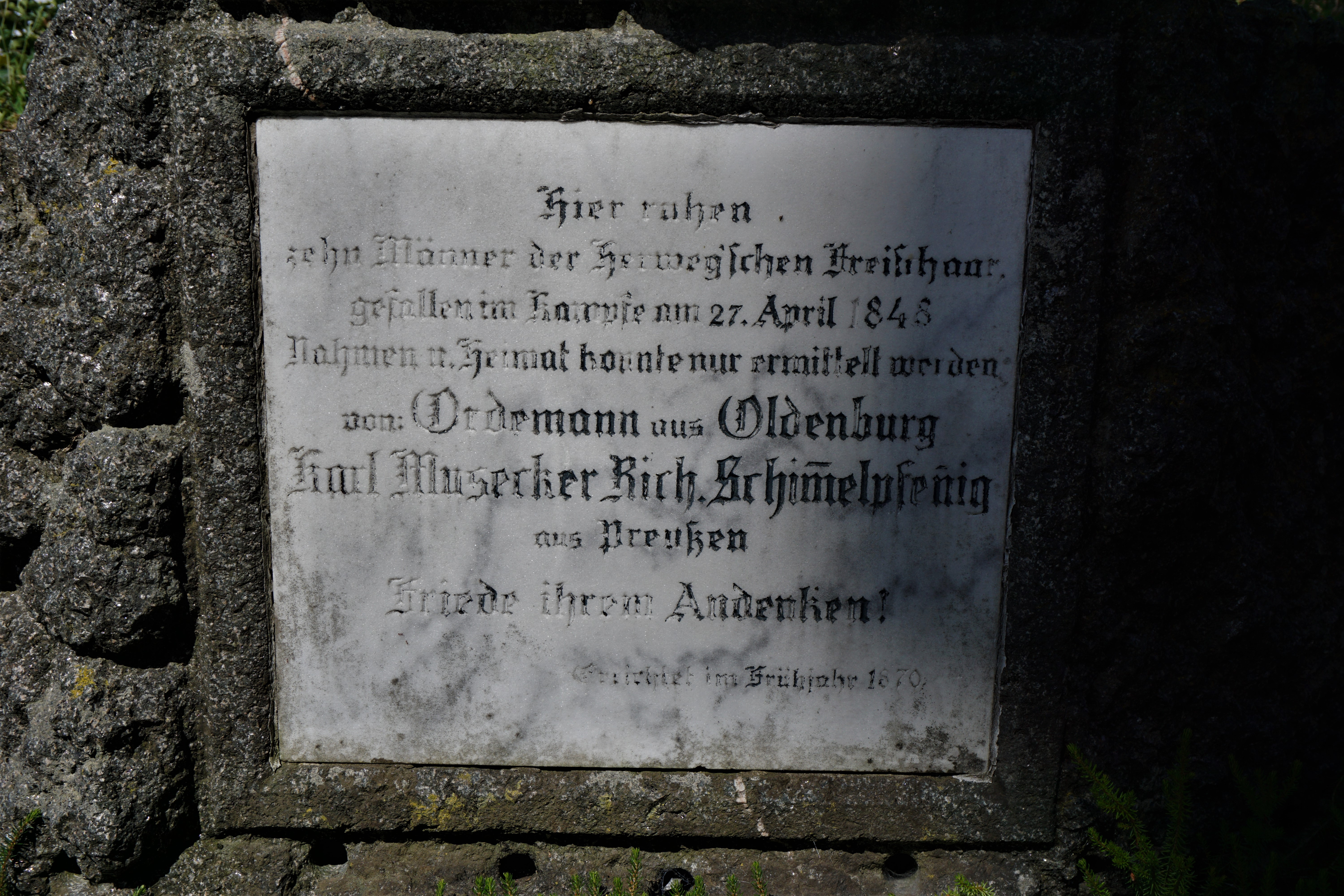
Lapide commemorativa dei rivoluzionari caduti nello scontro di Dossenbach

Dopo la prima battuta d'arresto, la legione si radunò e procedette nuovamente ad avanzare contro la compagnia del Württemberg, conscia del fatto di essere in netto vantaggio numerico rispetto alle truppe di stato. Il comandante Reinhard Schimmelpfennig venne ferito alla testa in uno scontro corpo a corpo col capitano von Lipp, il quale per contro venne ferito ad una mano. Alla fine Schimmelpfennig finì ucciso nel corso di una carica alla baionetta.
Vi fu una pausa nei combattimenti; la legione, pur ritirandosi alla fine, continuò lo scontro con le truppe nemiche che si attendevano un contrattacco. I legionari si sciolsero e si diedero alla fuga. A fronte di due soli feriti tra le truppe regolari (il capitano von Lipp e un tenente), i rivoltosi lasciarono sul campo 30 morti e 60 feriti. Dieci dei legionari caduti nello scontro vennero sepolti nel cimitero di Dossenbach.